# هریپسیمه ژانپولادیان
هریپسیمه میکائیلی ژانپولادیان-پیوتروفسکی (ارمنی: Հռիփսիմե Ջանփոլադյան-Պիոտրովսկայա) باستان‌شناس، خاورشناس، ارمنستان‌شناس و آکادمیسین اهل ارمنستان شوروی بود که عمدتاً بر روی باستان‌شناسی ارمنستان و اورارتو در دوره‌های کلاسیک و بیزانس فعالیت کرده‌است. وی همسر بوریس پیوتروفسکی و مادر میخائیل پیوتروفسکی، مدیر موزه ارمیتاژ بود.
ژانپولادیان در سال ۱۹۴۰ از دانشگاه دولتی ایروان فارغ‌التحصیل شد. وی به بیشتر به عنوان باستان‌شناس شناخته شده‌است و در حفاری‌های دژهای ارمنستان از جمله کارمیر بلور و تیشبانی حضور داشته‌است. وی همسر آینده اش را پیوتروفسکی را در ایروان ملاقات و در سال ۱۹۴۴ با وی ازدواج نمود. در کنار تحقیقات علمی در مؤسسه باستان‌شناس آکادمی امپریال هنر موزه ارمیتاژ، وی آثار همسرش را نیز ویرایش کرده‌است.

## آثار
- Medieval sword with Armenian inscriptions found in the Polar Urals
- The medieval glass of the Dvina (medieval capital of Armenia)
- The Byzantine glass, found during excavations in Ani (capital Bagratid Armenia)
- Armenian lapidary inscriptions of the Volga region
- On the connections of medieval towns Armenia - Dvin and Ani with the Volga Bulgars (XIII c.)